# Jack Turner
Pour les articles homonymes, voir Turner.
Jack Turner est un joueur de hockey sur gazon britannique évoluant au poste de milieu de terrain au Wimbledon HC et avec les équipes nationales anglaise et britannique,.

## Biographie
Jack est né le 26 mars 1997 à Cookham Dean, en Angleterre.

## Carrière
Il a débuté en équipe nationale première en 2017 contre l'Afrique du Sud au Cap lors du Cape Town Summer Series II 2017.